# Panthera youngi
Panthera youngi — вимерлий вид ссавців із родини котових. Викопні рештки знайдено на північному сході Китаю. Верхню та нижню щелепи, розкопані в японській префектурі Ямагуті також відносять до цього виду. За оцінками, вид жив приблизно 350 000 років тому в епоху плейстоцену. Цей вид дуже схожий і на американського лева і печерного. Деякі подібності із зубами мосбахського лева також помічені, проте P. youngi виявляє більш похідні риси.
| Панда | Це незавершена стаття з теріології. Ви можете допомогти проєкту, виправивши або дописавши її. |